# Conservatorium voor Calabrische volksmuziek
Het Conservatorium voor Calabrische volksmuziek "Antonio Procopio" (Italiaans: Conservatorio di Musica Popolare della Calabria) is een conservatorium in Isca sullo Ionio, Calabrië, Italië.
Het is ontstaan vanuit een initiatief van de stichting ARPA (Associazione di Ricerca Produzione ed Animazione del territorio), die culturele activiteiten organiseert. Het beheert verschillende onderdelen, waaronder op dezelfde locatie het voor publiek toegankelijke 'Museum voor Calabrische volksmuziek en muziekinstrumenten'.

## Onderdelen
Het conservatorium bestaat uit vier afdelingen:
- Museum voor Calabrische volksmuziek en muziekinstrumenten
- Werkplaats voor traditionele vioolbouw en -restauratie
- Bibliotheek en mediatheek
- School voor volksmuziek

## Museum
In het museum staan meer dan 60 bespeelbare muziekinstrumenten, er is een verzameling van 120.000 foto's, en er is voor 200 uur aan muziekopnames te beluisteren en voor 100 uur aan videobeelden te bekijken. De school voor volksmuziek biedt cursussen op het gebied van traditionele volksmuziek.